# Quatuor Esterházy
Pour les articles homonymes, voir Esterházy.
Le Quatuor Esterházy, également connu sous le nom de Quartetto Esterházy, est un quatuor à cordes néerlandais actif dans les années 1970 spécialiste de l'interprétation historiquement informée.

## Historique
Le Quatuor (ou Quartetto) Esterházy, du nom du mécène musical le prince Esterházy et du palais où résidait le compositeur Joseph Haydn entre 1766 et 1790 au service du prince, est fondé par le violoniste Jaap Schröder en 1973.
Les membres fondateurs sont, outre Schröder, Alda Stuurop au second violon, Wiel Peeters à l'alto et Wouter Möller au violoncelle.
L'ensemble est pionnier dans l'interprétation sur instruments d'époque du répertoire classique pour quatuor à cordes, avec l'ambition affichée de retrouver le style et la sonorité du temps « en se basant sur les idées esthétiques de cette période et en utilisant des instruments particulièrement précieux montés à l'ancienne ». Les instruments en question étant pour les violons de Januarius Gagliano (en) (Naples, 1730), Francesco Gobetti (Venise, 1710), Antonio Stradivarius (Crémone, 1709) et Domenico Montagnana (Venise, 1730), les altos de Joseph Klotz (1780), Joannes Tononi (Bologne, 1699) et le violoncelle de Joannes Franciscus Celoniatus (Turin, 1742).

## Membres
Les membres du quatuor étaient :
- premier violon : Jaap Schröder ;
- second violon : Alda Stuurop ;
- alto : Wiel Peeters ;
- violoncelle : Wouter Möller (1973-1977), Linda Ashworth (1977-1981).